# Benjamin Ward Richardson
Pour les articles homonymes, voir Richardson.
Benjamin Ward Richardson (31 octobre 1828 - 21 novembre 1896) est un médecin anglais né à Somerby dans le Leicestershire. Auteur de nombreux travaux sur la médecine et la santé publique, on lui doit la création du Journal of Public Health and Sanitary Review (1855-1859) et de la Social Science Review (1862).

## Biographie

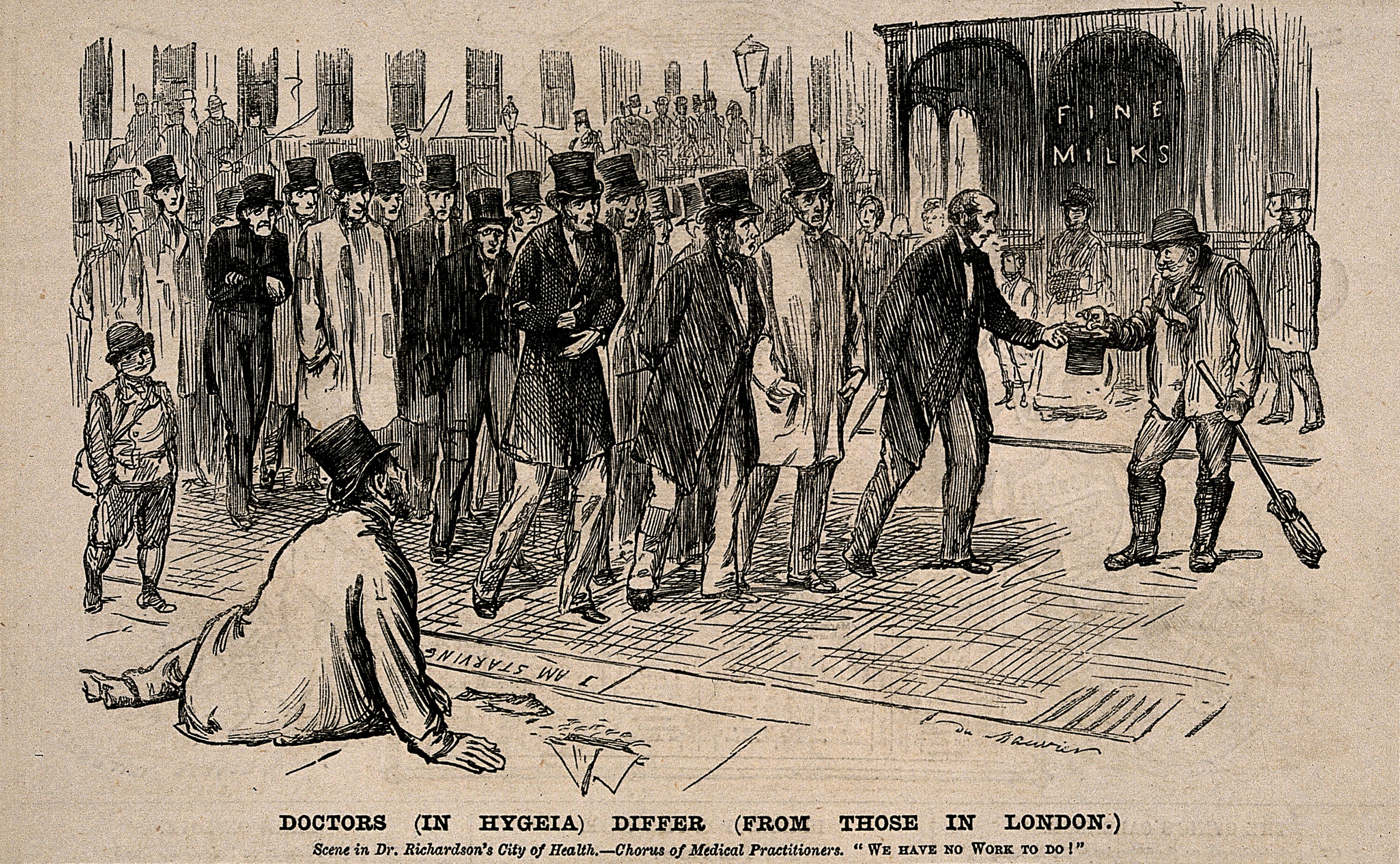
Scène d’Hygeia, a city of Health : procession de médecins privés de subsistance par la bonne santé générale.

En 1876 paraît son ouvrage intitulé Hygeia, a city of Health (1876) dans lequel il présente une ville utopique, ayant pour objectif premier de garantir l'hygiène, où les espaces verts et les hôpitaux tiennent une place privilégiée, où les maisons, parfaitement aérées, disposent de terrasses sur les toits, d'une cuisine d'une propreté méticuleuse sous les toits et d'une salle de bain avec eau chaude et froide.
Cette tradition utopiste est présente chez un certain nombre d'auteurs (Charles Fourier, Robert Owen, Étienne Cabet, Pierre Joseph Proudhon, etc.). Elle se prolonge plus tard chez Jules Verne qui décrit dans Les Cinq Cents Millions de la Bégum (1879) une cité hygiénique, Franceville. Puis elle apparait chez Herbert George Wells qui présente dans A Modern Utopia (1905), une vision hygiéniste à l'échelle de la planète. Richardson est devenu membre de la Royal Society le 6 juin 1867.

## Publications
Non-fiction
- (1858). The Cause of the Coagulation of the Blood.
- (1875). On Alcohol.
- (1876). Diseases of Modern Life.
- (1876). Hygeia, a City of Health.
- (1877). The Future of Sanitary Science.
- (1882). Dialogues on Drink.
- (1882). Health and Life.
- (1884). Brief Notes for Temperance Teachers.
- (1884). The Field of Disease.
- (1887). The Commonhealth.
- (1887). Public School Temperance.
- (1891). Thomas Sopwith.
- (1897). Vita Medica: Chapters of a Medical Life and Work.
- (1900). Disciples of Aesculapius.

Fiction
- (1888). The Son of a Star: A Romance of the Second Century.

## Source et Bibliographie
- Piero Gondolo della Riva, De qui est Franceville ?, Revue Jules Verne 7, 1999, p.45